# Orophaca aretioides
Orophaca aretioides là một loài thực vật có hoa trong họ Đậu. Loài này được (M.E.Jones) Rydb. mô tả khoa học đầu tiên.